# Precious Emuejeraye
Precious Emuejeraye (Lagos, 21 de março de 1983) é um futebolista nigeriano naturalizado singapuriano.
Em 2006, o Gombak United contratou o zagueiro depois de um bom desempenho em seus 3 anos com o Young Lions. Ele venceu a Copa da Liga de Singapura 2008 com os touros.
Emuejeraya não conseguiu um contrato profissional em Singapura e jogou pelo lado amador Eunos Crescent na National Football League, conquistando o título em 2016.
Em novembro de 2017, Emuejeraye ganhou 61 internacionalizações pela seleção de Singapura.